# Čifluk (Travnik, BiH)
Čifluk je naseljeno mjesto u općini Travnik, Federacija Bosne i Hercegovine, BiH.

## Stanovništvo

### 1991.
Nacionalni sastav stanovništva 1991. godine, bio je sljedeći:
ukupno: 147
- Hrvati - 142
- Jugoslaveni - 5

### 2013.
Nacionalni sastav stanovništva 2013. godine, bio je sljedeći:
ukupno: 105
- Hrvati - 105